# Harlem (serie de televisión)
Harlem es una serie de televisión cómica estadounidense creada y producida por Tracy Oliver. Se estrenó en la plataforma Prime Video el 3 de diciembre de 2021 y finalizó el 6 de febrero de 2025. En febrero de 2022 fue renovada para una segunda temporada, que se lanzó el 3 de febrero de 2023. En diciembre de 2023 se confirmó una tercera y última temporada, estrenada el 23 de enero de 2025.
El seriado cosechó críticas mayormente positivas y fue nominado en los Black Reel Awards, en los GLAAD Media Awards en los NAACP Image Awards, tanto por su dirección como por las actuaciones de su elenco.

## Sinopsis
Harlem relata la vida de cuatro amigas que se conocieron mientras estudiaban en la Universidad de Nueva York y que, ya en sus treinta, viven en el barrio de Harlem intentando equilibrar el amor, la vida y sus carreras.

## Reparto

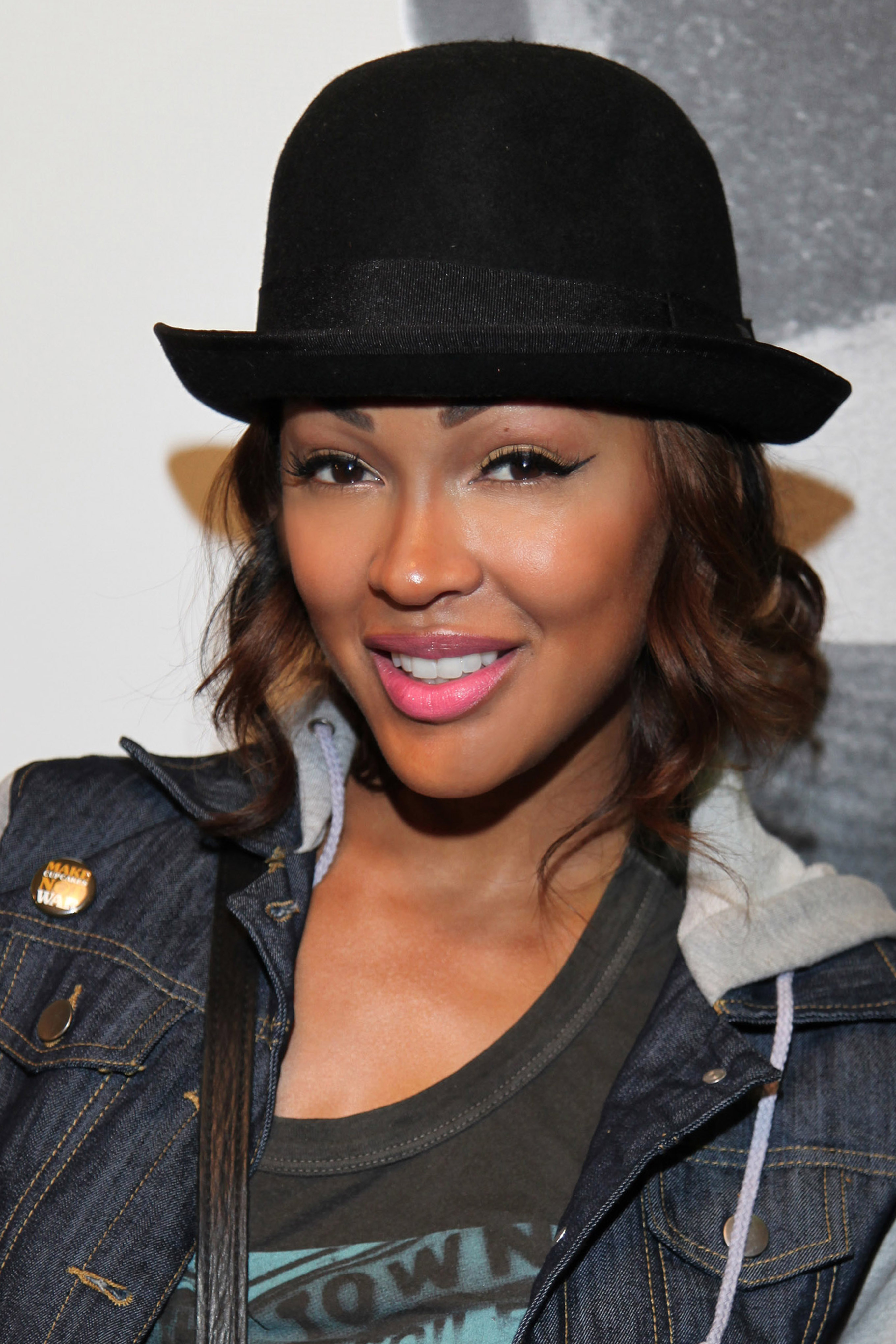
La interpretación de Meagan Good (en la imagen) como Camille Parks fue elogiada por la crítica.

### Reparto principal
- Meagan Good es Camille Parks
- Grace Byers es Quinn Joseph
- Shoniqua Shandai es Angie Wilson
- Jerrie Johnson es Tye Reynolds
- Tyler Lepley es Ian Walker

Fuente:

### Reparto recurrente
- Whoopi Goldberg es la doctora Elise Pruitt
- Jasmine Guy es Patricia Joseph
- Bevy Smith es Tammy
- Juani Feliz es Isabela Benitez-Santiago
- Jonathan Burke es Eric
- Kadeem Ali Harris es Brandon
- Sullivan Jones es Jameson Royce
- Andrea Martin es Robin Goodman (temporada 1)
- Robert Ri'chard es Shawn (temporada 1)
- Erika Henningsen es Kate (temporada 1)
- Kate Rockwell es Anna Sharp (temporada 2)
- Luke Forbes es Michael (temporada 2–3)
- Joie Lee es Deborah Parks (temporada 2–3)
- Rachel True es Aimee (temporada 2)
- Trai Byers es Keith (temporada 2)

Fuente:

### Invitados
- Rick Fox es Phil Joseph (temporada 2)
- Sherri Shepherd es Sonya Wilson (temporada 2)
- Lil Rel Howery es Freddie Wilson (temporada 2)
- Countess Vaughn es ella misma (temporada 2)
- D. Woods es Karla (temporada 2)

Fuentes:

## Producción
El proyecto fue anunciado por primera vez el 8 de julio de 2019 como una comedia de media hora aún sin título. La producción se retrasó debido a la llegada de la pandemia de COVID-19. La creadora, Tracy Oliver, comentó que la idea surgió porque sentía que no había suficientes historias sobre la amistad entre mujeres negras en televisión, y quería mostrar a personas en sus treinta que aún están buscando su camino en la vida. Parte de la serie se inspira en sus propias experiencias. Contó con la producción ejecutiva de Tracy Oliver, Amy Poehler, Kim Lessing, Dave Becky, Pharrell Williams y Mimi Valdés.
El 14 de enero de 2020 se anunció que Meagan Good, Grace Byers, Jerrie Johnson y Shoniqua Shandai conformarían el elenco principal, y que el cineasta Malcolm D. Lee dirigiría los dos primeros episodios. El 17 de febrero del mismo año se confirmó que Whoopi Goldberg y Jasmine Guy se unirían al reparto en roles recurrentes. El 4 de marzo se sumaron también Andrea Martin, Robert Ri’chard, Juani Feliz, Kate Rockwell y Sullivan Jones en roles secundarios.

## Estreno
El tráiler oficial se lanzó el 3 de noviembre de 2021, y todos los diez episodios de la primera temporada se estrenaron el 3 de diciembre de 2021 en Prime Video.
Amazon renovó la serie para una segunda temporada el 17 de febrero de 2022, y posteriormente, el 6 de diciembre de 2023, fue confirmada una tercera temporada, que se estrenó el 23 de enero de 2025.

## Recepción

### Crítica
Harlem recibió en general críticas positivas de la prensa especializada. En el sitio web Rotten Tomatoes tiene un 96% de aprobación basado en 26 críticas, con una calificación promedio de 6.9/10. El consenso del sitio afirma: «Harlem es un deleite que, a menudo, muestra sabiduría sobre las torpezas entre amigas, ayudado por un elenco excelente cuyo ingenioso intercambio de diálogos brilla de inmediato».
Por su parte, Metacritic le otorgó a la primera temporada una puntuación promedio ponderada de 77 sobre 100, basada en 12 reseñas, lo que indica «críticas generalmente favorables». Para Kelly Lawler, de USA Today, «la combinación de humor ingenioso y una ternura irresistible te hará querer abrazar a tus amigas y salir a buscar la mejor versión de tu vida». Jordan Lyon de Ready Steady Cut opinó que, aunque la historia no es lo más ingenioso, el seriado «se siente fresco y moderno».
Sa'iyda Shabazz del portal Autostraddle elogió la presencia de personajes queer: «Las mejores amigas Camille, Angie, la lesbiana Tye y la "baby queer" Quinn, mientras navegan por la vida y el amor en el corazón de la ciudad de Nueva York».

### Premios y nominaciones
La serie obtuvo tres nominaciones en los Black Reel Awards (2023) en las categorías de mejor serie de comedia, mejor papel protagónico en una serie de comedia (para Meagan Good) y mejor papel recurrente en una serie de comedia (para Whoopi Goldberg). En las galas de 2022 y 2024 de los NAACP Image Awards logró seis nominaciones: mejor serie de comedia, mejor dirección en una serie de comedia (para Neema Barnette), mejor actriz en una serie de comedia (para Good), mejor actor de reparto en una serie de comedia (para Tyler Lepley) y mejor actriz de reparto en una serie de comedia (para Shoniqua Shandai). También fue nominada a mejor serie de comedia y mejor serie de televisión nueva en los GLAAD Media Awards de 2022 y 2024.